# Papa Niccolò V
Niccolò V, nato Tommaso Parentucelli (in latino: Nicolaus V; Sarzana, 15 novembre 1397 – Roma, 24 marzo 1455), è stato il 208º papa della Chiesa cattolica dal 1447 alla morte.

## Biografia

### Formazione e carriera ecclesiastica
Nacque a Sarzana, al secolo nella Repubblica di Genova (attualmente in provincia della Spezia), dove suo padre, Bartolomeo Parentucelli, esercitava la professione di medico. La madre fu Andreola Bosi della Verrucola di Fivizzano. Il padre morì quando Tommaso era ancora giovane.
Trasferitosi a Firenze nel 1415, divenne precettore nelle famiglie Strozzi e Albizzi, dove fece la conoscenza dei principali studiosi umanisti e dove rimase fino al 1419. Tommaso studiò poi a Bologna, dove conobbe Leon Battista Alberti, e dove si laureò in teologia nel 1422, all'età di venticinque anni. Il vescovo di Bologna Niccolò Albergati lo aveva già accolto nella sua "famiglia vescovile" nel 1420, incuriosito dalle notizie riguardanti l'intelletto del giovane Parentucelli.
Rimasto colpito dalle sue capacità, l'Albergati, nel 1423, lo ordinò presbitero, gli assegnò in beneficio varie chiese della città e lo nominò canonico del capitolo della Cattedrale. Le fortune per il giovane prete crebbero quando l'Albergati fu creato cardinale da papa Martino V nel 1426, evento che gli diede la possibilità di approfondire i suoi studi. 
Insieme all'Albergati, Parentucelli fu inviato per conto dei papi Martino V ed Eugenio IV in viaggio diplomatico attraverso Germania, Francia e Inghilterra. 
Egli fu così in grado di raccogliere numerosi libri, per i quali nutriva una sincera passione intellettuale.
Tommaso si distinse al Concilio di Basilea, Ferrara e Firenze, sia nella fase "basileiense" (durante la quale si scagliò contro la fazione conciliarista, entrando in contrasto con Enea Silvio Piccolomini), sia durante i lavori che si svolsero a Firenze per la riunificazione della Chiesa di Roma con quella greca. Il soggiorno fiorentino non fu soltanto utile per la sua carriera, ma anche per la sua crescita intellettuale. Fu in occasione di questo Concilio che rafforzò, inoltre, i legami di amicizia con l'élite intellettuale fiorentina (Ambrogio Traversari, Poggio Bracciolini, Leonardo Bruni, Leon Battista Alberti) e con grecisti come Giovanni Aurispa.
«Fuggendo la peste che affliggeva Roma», nel 1444 Parentucelli di Sarzana si trasferì nel territorio fabrianese, dove fondò istituti ed opere di carità, fra le quali un Monte di Pietà ed un Monte Frumentario. In quell'anno scomparve il suo benefattore, il cardinale Albergati. In novembre Parentucelli venne nominato arcivescovo di Bologna al suo posto, ma a causa dei prolungati disordini che rendevano insicura la città, papa Eugenio IV lo trasferì in Germania. Con l'incarico di legato pontificio, Tomaso negoziò a Francoforte un'intesa tra Santa Sede e Sacro Romano Impero, circa l'abolizione, o almeno il contenimento, dei decreti di riforma del Concilio di Basilea. La sua azione diplomatica, coronata dal successo, gli fece ottenere come ricompensa, al suo ritorno a Roma, il titolo di cardinale presbitero di Santa Susanna (dicembre 1446).

### L'elezione al Soglio
Eugenio IV morì il 23 febbraio 1447; fu proprio il neocardinale a tenere l'energica e toccante orazione funebre in occasione dei funerali del pontefice. Il clima che seguì la morte di Eugenio non era sereno, a causa del recente "piccolo scisma d'occidente" che aveva indebolito la Santa Sede, nonostante quest'ultima avesse retto agli urti del conciliarismo.
Al conclave, che si aprì la sera del 4 marzo nella Basilica di Santa Maria sopra Minerva, il candidato più in vista era il cardinale Prospero Colonna, ma la sua appartenenza ad una famiglia così potente nell'Urbe (cosa che poteva indispettire le famiglie rivali, quali quella degli Orsini) fece decadere la sua nomina, spostando i voti sul cardinale Parentucelli. Questi fu pertanto eletto Papa dopo soli due giorni, il 6 marzo. Il neoeletto pontefice prese il nome di Niccolò in onore del suo benefattore, il cardinale Niccolò Albergati.

### Il Pontificato (1447-1455)

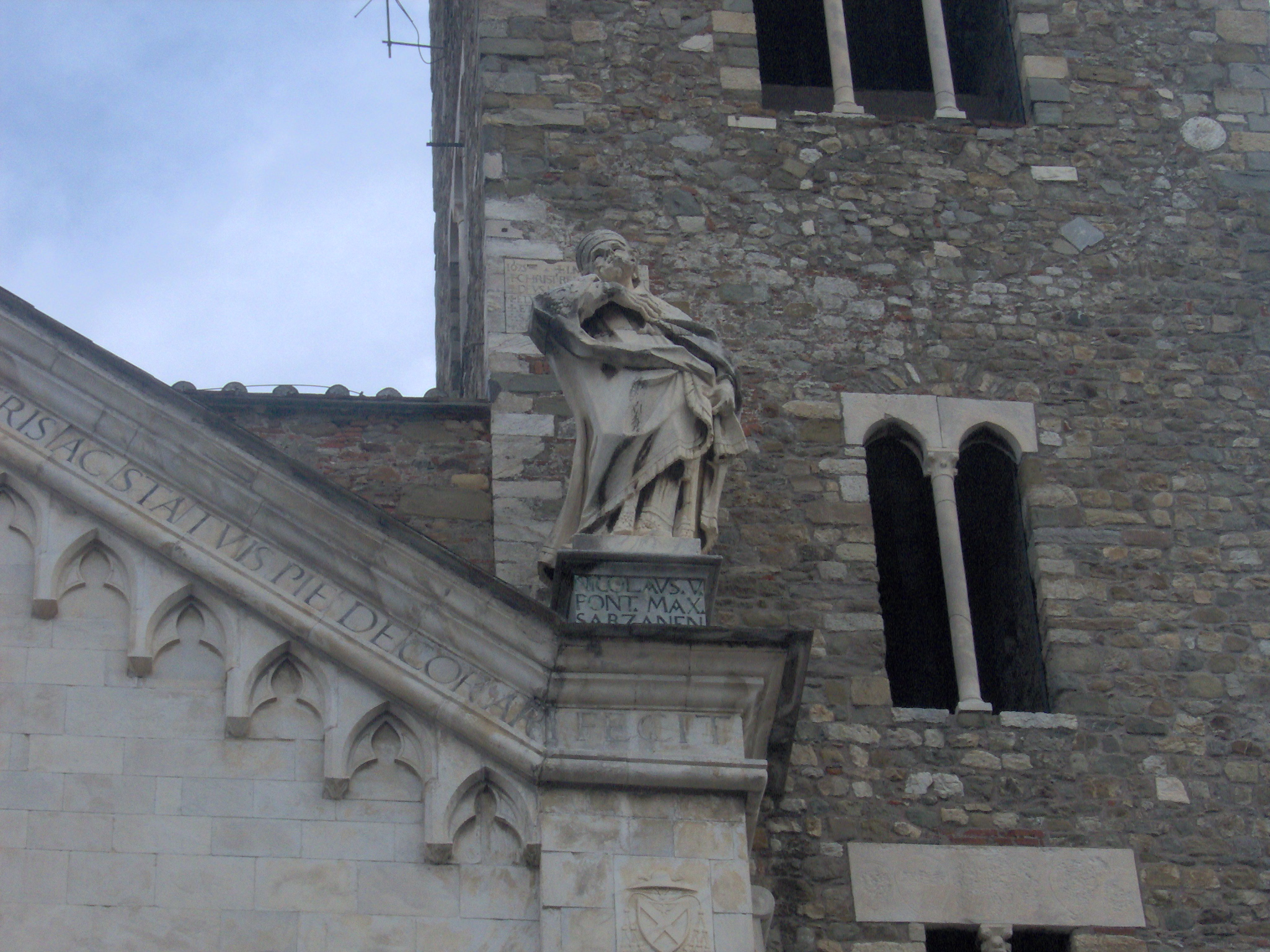
Statua di Niccolò V sul frontone della cattedrale di Sarzana.

#### Relazioni con i monarchi cattolici

##### Imperatore del Sacro Romano Impero
Gli otto anni del pontificato di Niccolò V furono importanti per la storia politica, scientifica e letteraria del mondo. Il pontefice stipulò con Federico III d'Asburgo il Concordato di Vienna (17 febbraio 1448), tramite il quale vennero abrogati i decreti del Concilio di Basilea contrari alle prerogative papali per quanto concerneva la Germania. Il concordato, che regolò i rapporti tra la Santa Sede e gli Asburgo, rimase in vigore fino al 1806. Il successo della politica pontificia nei confronti della Germania fu confermato dall'incoronazione di Federico III, a Roma il 16 marzo 1452, avvenuta mentre l'imperatore si trovava a Siena per sposare Eleonora del Portogallo.
Non bisogna dimenticare che questi successi da parte di Niccolò furono favoriti dall'abilità diplomatica del suo legato presso la corte imperiale, Enea Silvio Piccolomini, col quale papa Niccolò aveva ristabilito ottimi rapporti dopo che il Piccolomini ebbe abbandonato il campo avversario.

##### Contro Torquemada e lalimpieza de sangre
In Spagna e in Portogallo si era diffusa la nozione di limpieza de sangre ("purezza del sangue"), in riferimento ai cosiddetti «vecchi cristiani» in contrapposizione ai «nuovi cristiani», discendenti dagli ebrei (conversos) e dai musulmani convertiti (moriscos), spesso con la forza, di cui si dubitava la sincera accettazione del Credo.
La richiesta di "purezza del sangue" si basava sulla teoria dei fluidi corporei, secondo la quale tutti i fluidi corporei, e in particolar modo il sangue, possiedono alcune qualità morali e trasmettono queste qualità morali alla discendenza.
L'interdizione di accesso ai principali uffici civili ed ecclesiastici spagnoli riguardava tutti coloro che non potevano dimostrare lo status di limpieza de sangre. Così ogni candidato alle cariche pubbliche doveva dimostrare, con certificati che lo comprovassero, di avere tale qualità. Questi statuti erano documenti, specifici per ciascuna istituzione, di natura privatistica: se, da un lato, i sovrani di Spagna, in generale, non cercheranno di opporvisi, in nessun modo lo stato spagnolo li avrebbe resi di uso generalizzato.
Fu Tommaso di Torquemada, grande inquisitore dell'Inquisizione spagnola ad emanare gli «Statuti di purezza del sangue». A coloro i quali non avevano per la terza generazione antecedente al loro interno consanguinei, ebrei o mori non succedeva nulla, ma chi aveva anche un nonno moro o ebreo veniva considerato impuro ed non avrebbe avuto accesso agli uffici civili ed ecclesiastici. 
Tuttavia, questa definizione contrastava con il principio cristiano per cui il battesimo avrebbe redento gli umani dai loro peccati: per questo motivo, nel settembre 1449, Papa Niccolò promulgò la bolla Humani generis inimicus, in cui stabiliva parità di dignità e diritti fra "vecchi cristiani" e "nuovi cristiani"; inoltre il Pontefice raccomandò la massima severità contro chi "tormentava i convertiti" .

##### Imperatore bizantino

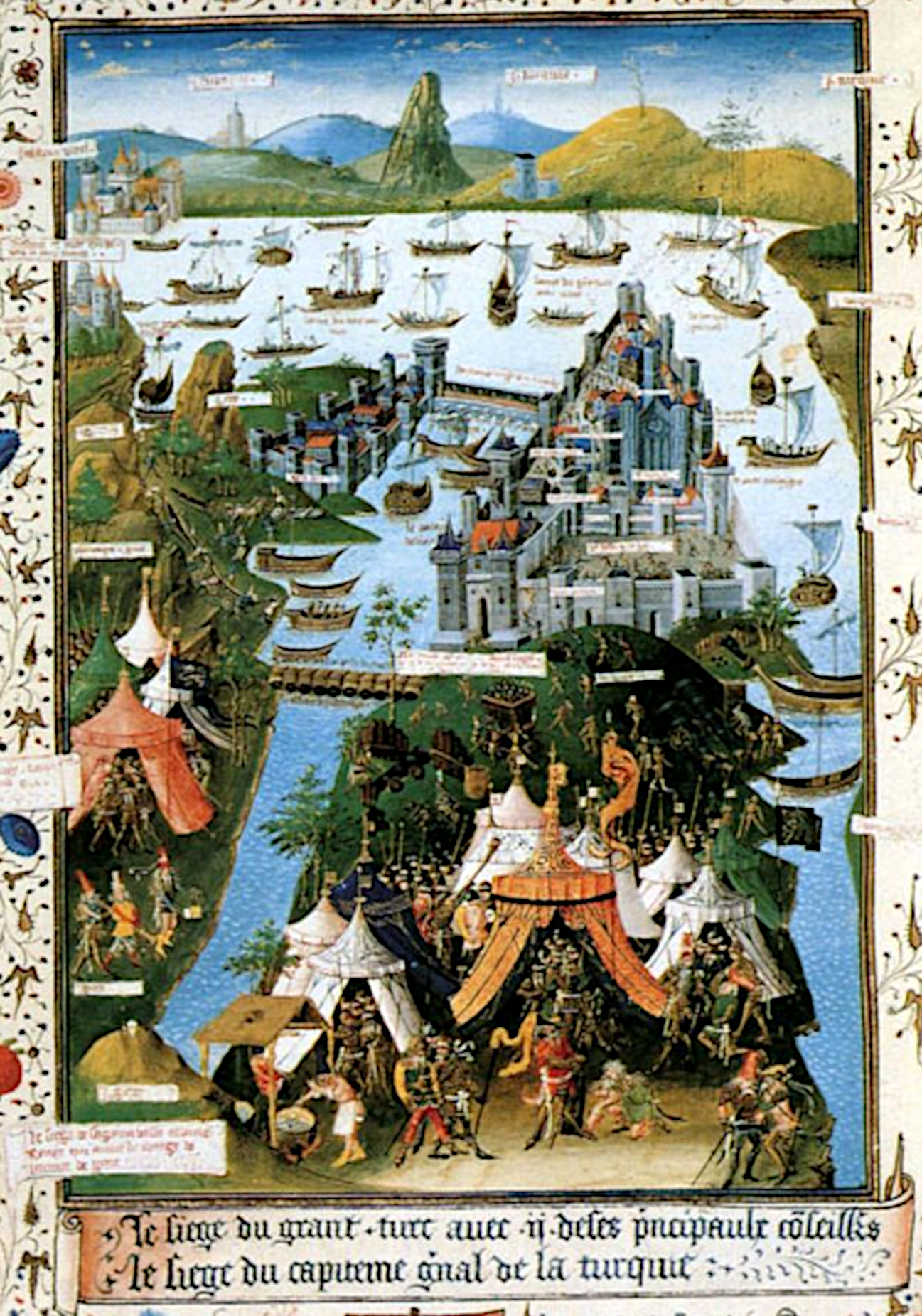
L'assedio di Costantinopoli (1453).

L'evento che causò maggiore amarezza a Niccolò V fu la caduta di Costantinopoli, ad opera dei Turchi Ottomani comandati dal sultano Maometto II, il 29 maggio del 1453. La notizia giunse in Occidente 30 giorni dopo, accompagnata da eloquenti descrizioni delle atrocità commesse dai turchi sulla popolazione. Il Papa avvertì amaramente questa catastrofe come un doppio colpo alla Cristianità e alla letteratura greca: «È una seconda morte», scrisse Piccolomini, «per Omero e Platone».
È difficile ricostruire gli aiuti forniti a Costantinopoli da papa Niccolò V. Dalla lettura di un'iscrizione risulta che, nel 1452, il pontefice inviò del denaro per fortificare le mura di Galata, l'insediamento genovese sul Corno d'Oro. In più ci è conosciuta la sua dichiarazione nel letto di morte, nell'aprile del 1455: ai cardinali raccolti intorno a sé, Niccolò V dichiarò che, ricevuta la notizia dell'assedio di Costantinopoli, egli aveva deciso di venire in aiuto dei bizantini, ma era anche consapevole che da solo poteva fare ben poco contro le soverchianti forze militari ottomane; agli inviati di Costantino XI Paleologo, giunti a Roma nel 1452 per chiedere aiuto, egli pertanto aveva dichiarato in modo «chiaro ed aperto» che quanto possedeva in oro, navi e uomini, era a completa disposizione dell'imperatore, ma gli consigliava altresì di cercare aiuto anche presso altri principi italiani. Gli inviati bizantini pertanto si recarono fiduciosi presso le signorie italiane, ma tornarono dal papa senza aver concluso niente di concreto.
Il pontefice, dunque, non poté fare altro che dare ai bizantini il suo aiuto così quale era. Conformemente a ciò, il 28 aprile del 1453, Niccolò V diede ordine all'arcivescovo di Ragusa, Jacopo Veniero di Recanati, di accompagnare a Costantinopoli in qualità di legato 10 galere pontificie e un certo numero di navi fornite dal Regno di Napoli e dalle Repubbliche di Genova e Venezia. Questa flotta italiana unita, che partì con grandi speranze, tuttavia non riuscì ad entrare in azione poiché il 29 maggio le sorti della capitale bizantina erano ormai già segnate. In seguito alla caduta di Costantinopoli, Niccolò predicò una Crociata; a questo proposito si impegnò nel riconciliare le mutue animosità tra gli stati italiani, ma senza riscuotere successo.
Tali pesi opprimenti, assieme alla congiura per rovesciarlo, pesarono sugli ultimi anni di pontificato di Niccolò V, che ebbe a dire: «Come Tomaso di Sarzana, ho avuto più felicità in un giorno che ora in un anno intero».

##### Re del Portogallo

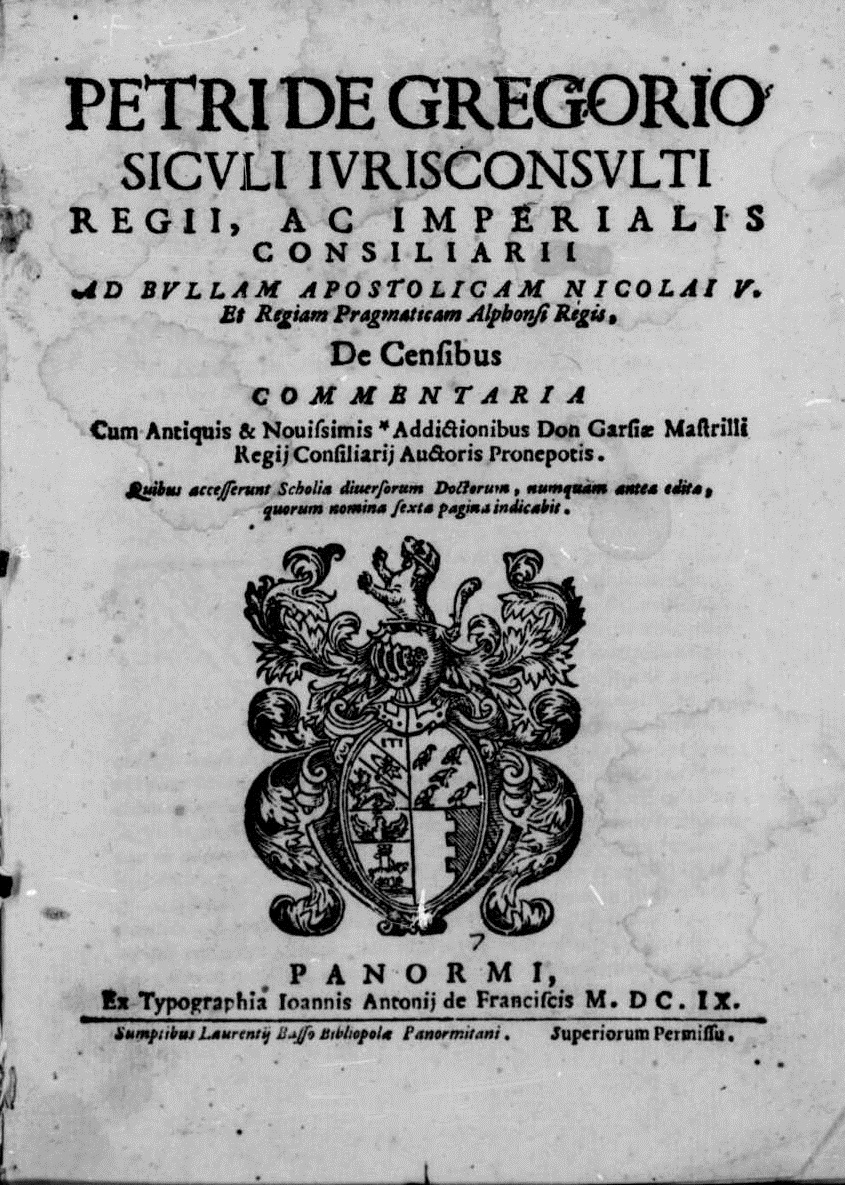
Pietro de Gregorio, commento della bolla apostolica di Niccolò V, 1609.

Il 16 giugno 1452 Niccolò firmò la bolla Dum Diversas, indirizzata al re del Portogallo Alfonso V. Il pontefice riconobbe al re portoghese le nuove conquiste territoriali; lo autorizzò ad attaccare, conquistare e soggiogare i musulmani, i pagani e altri nemici della fede; ad impossessarsi dei loro beni e delle loro terre; potendoli ridurre in schiavitù perpetua e a trasferire le loro terre e proprietà al re del Portogallo e ai suoi successori.
Con la successiva bolla Romanus pontifex (8 gennaio 1454) Niccolò V, dopo aver ribadito il contenuto della Dum Diversas, dichiarò che l'autorizzazione a conquistare e a possedere territori in Africa fosse applicata anche anteriormente al 16 giugno 1452 e che tutti gli acquisti successivi verso sud sarebbero stati di proprietà esclusiva del re del Portogallo. Nell'ultima parte del documento il pontefice concesse l'indulto ai cristiani che commerciavano con gli infedeli. Con questo documento il pontefice intese imporre a tutti i regni cristiani il rispetto della precedenza accordata al monarca portoghese.

#### Governo della Chiesa
Il 20 luglio 1447, con la bolla Pastoralis officii elevò il Terzo ordine regolare di San Francesco come Ordine canonicamente distinto all'interno della famiglia francescana, dotato di un proprio Ministro Generale.
Nel 1449 Niccolò V accolse la rinuncia dell'antipapa Felice V (7 aprile o 15 aprile) e il suo riconoscimento da parte del Concilio di Basilea, riunito a Losanna.
L'8 gennaio 1454 pubblica la bolla Romanus Pontifex con cui benedice la colonizzazione delle nuove terre scoperte dagli europei e incoraggia la schiavitù degli abitanti "Saraceni e qualsiasi pagano e gli altri nemici di Cristo".

##### Il Giubileo del 1450
Niccolò annunciò l'apertura dell'anno santo il 4 settembre del 1449, in segno di felicità per l'unità ritrovata con gli scismatici di Basilea. Il pontefice nominò Penitenziere maggiore il cardinale Domenico Capranica.
Il Giubileo si dimostrò un successo: migliaia di cristiani provenienti da ogni parte d'Europa convennero a Roma, contribuendo al rimpinguamento delle casse papali.

##### Concistori per la creazione di nuovi cardinali
Papa Niccolò V durante il suo pontificato ha creato 11 cardinali nel corso di quattro distinti concistori.

#### Governo di Roma

##### L'umanesimo di Niccolò V
Questo pontefice è stato rappresentato come il prototipo del papa-umanista. Con il suo generoso patronato, Niccolò impresse un decisivo sviluppo all'Umanesimo. Fino al suo pontificato, a Roma, i nuovi studi umanistici erano stati considerati come possibili fonti di scismi ed eresie, sospettati di un insano interesse verso il paganesimo. Niccolò, al contrario, assunse il controverso Lorenzo Valla come notaio e impiegò numerosi copisti e studiosi (Pier Candido Decembrio, Giovanni Tortelli, Giannozzo Manetti), incaricandoli di effettuare la traduzione integrale in latino delle opere greche, sia pagane che cristiane, o di promuovere in senso lato la cultura umanistica. Arrivò a pagare diecimila fiorini per la traduzione metrica di Omero. Questa impresa, avviata poco prima dell'invenzione della stampa a caratteri mobili, contribuì enormemente all'espansione dell'orizzonte intellettuale cristiano. Durante il suo pontificato, però, alcuni umanisti espressero dissenso con l'entourage pontificio: Poggio Bracciolini per i violenti contrasti con il giovane e promettente Lorenzo Valla; Flavio Biondo perché parteggiò, nel conclave, per il cardinale Colonna; Leon Battista Alberti non condivise l'umanesimo troppo "materiale" del Pontefice, benché il dissenso rimase sempre tacito.
Niccolò non fu però l'unico umanista ad ascendere al soglio pontificio: l'amico Piccolomini diventerà, nel 1458, papa col nome di Pio II. La politica culturale, però, non poté essere più diversa. Se Niccolò si circondò di umanisti e si fece trasportare dalla passione per l'antichità, Pio II li accolse cordialmente, considerandoli più come "colleghi" che come "cortigiani". Da umanista di "professione", Pio II li guardava con occhio critico.
Nel 1450 il papa sarzanese ordinò a Giorgio di Trebisonda che fosse tradotto dall'originale greco (secondo l'uso umanista, senza farsi influenzare dalla tradizione araba) l'Almagesto di Claudio Tolomeo. Nel 1451, Niccolò V con lungimirante decisione, costituì una consistente raccolta di codici (1200 codici di autori classici al momento della sua morte) che divenne il primo nucleo della futura Biblioteca apostolica vaticana e costituendo il Collegio degli Abbreviatori, consesso di umanisti volti a collaborare col Pontefice nella stesura di bolle, documenti e altri atti legati al governo della Chiesa. Egli stesso fu uomo dalla vasta erudizione, e il suo amico Enea Silvio Piccolomini (il futuro Papa Pio II) disse di lui: «Ciò che non sa è al di fuori del campo della conoscenza umana».

##### Mecenatismo e opere realizzate a Roma

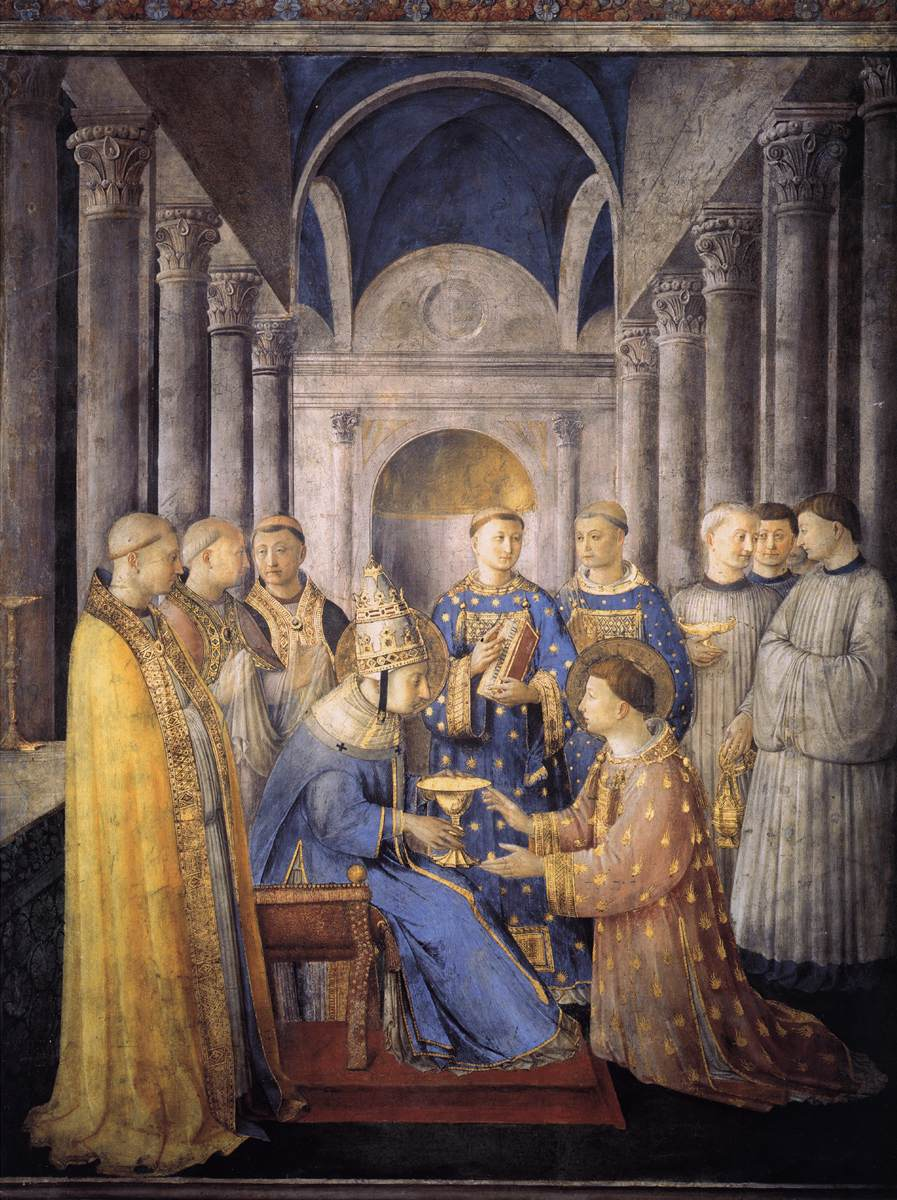
Niccolò V ritratto da Beato Angelico come Sisto II (Consacrazione di san Lorenzo come diacono, cappella Niccolina).

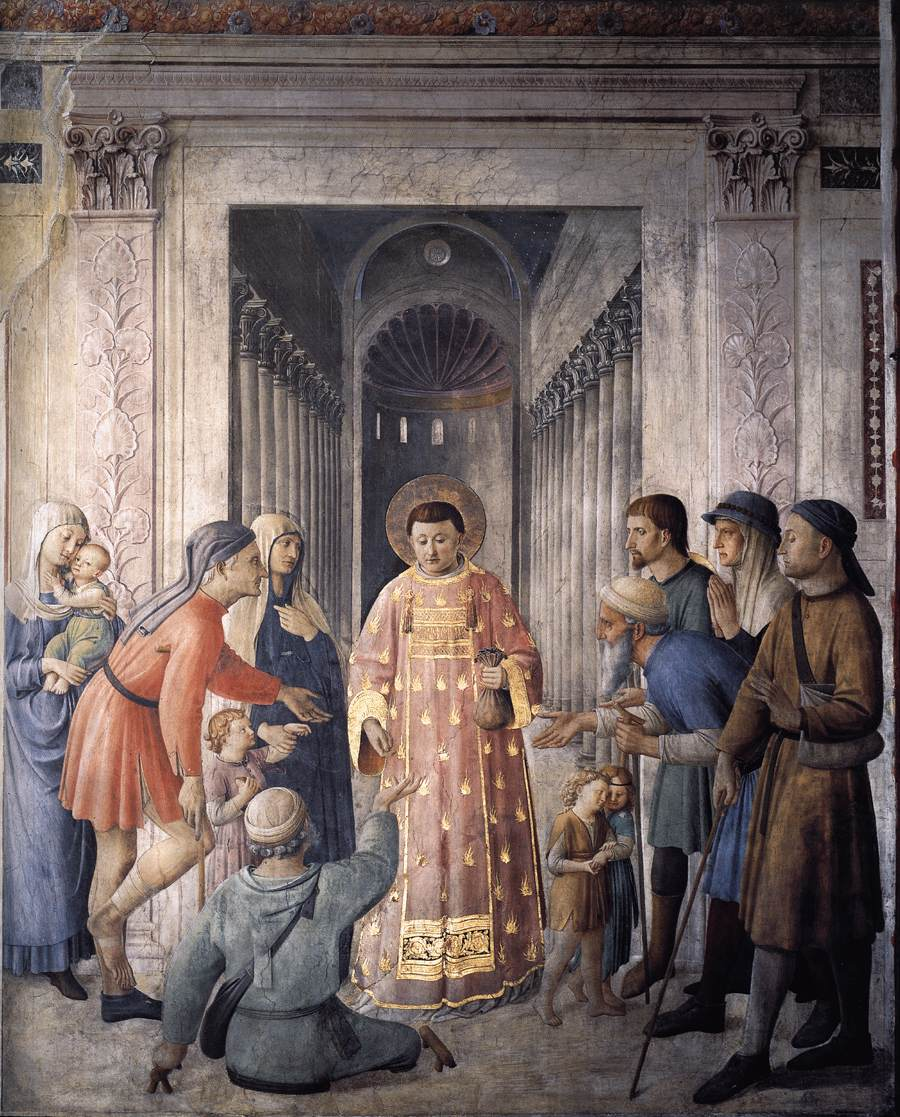
Beato Angelico, San Lorenzo distribuisce le elemosine, Cappella Niccolina.

Fu con Niccolò V che le trasformazioni episodiche dei suoi predecessori assunsero una fisionomia organica, preparando il terreno agli ambiziosi sviluppi successivi. Il piano di riassetto della città (il "piano nicolino") verteva essenzialmente su cinque punti fondamentali:
1. Rafforzamento delle mura;
2. Ripristino delle forniture d'acqua;
3. Risistemazione del Borgo;
4. Restauro o ricostruzione delle quaranta chiese presenti in città e ampliamento della Basilica di San Pietro;
5. Ristrutturazione del Palazzo Apostolico.

Dopo aver ripristinato le mura leonine nonché quelle di Castel Sant'Angelo, il pontefice avviò i lavori per la costruzione di un nuovo acquedotto. Niccolò V era consapevole dell'importanza dell'approvvigionamento idrico della città: la fine della Roma antica veniva spesso spiegata con la distruzione dei suoi magnifici acquedotti, avvenuta del VI secolo da parte dei popoli barbari. Nel Medioevo i romani dipendevano per la fornitura d'acqua da pozzi e cisterne, mentre i poveri sfruttavano le acque del Tevere. L'acquedotto dell'"Aqua Virgo", originariamente costruito da Marco Vipsanio Agrippa nel I secolo a.C., venne restaurato. I romani poterono così attingere acqua fresca in un nuovo bacino, progettato da Leon Battista Alberti, che fu il predecessore della Fontana di Trevi. Il pontefice ordinò anche la costruzione di una fontana nella Piazza di Santa Maria in Trastevere, dove non esisteva più un punto di raccolta di acqua dall'antichità.
Ma i lavori a cui dedicò particolarmente la sua attenzione furono la ricostruzione del palazzo del Vaticano e della Basilica di San Pietro, dove si sarebbero concentrate le glorie rinate del papato. Niccolò V si spinse fino a far abbattere parti dell'antica basilica, e apportò alcune modifiche. Per reperire i materiali da costruzione, Niccolò non esitò a spogliare le costruzioni di Roma antica, asportando, per esempio, le decorazioni dalla basilica di Nettuno.
L'intento era quello di ottenere una cittadella religiosa sul colle Vaticano, esterna alla città laica che aveva il suo fulcro attorno al Campidoglio. A questo progetto si legava indissolubilmente quello di esaltare la potenza della Chiesa, dimostrando inequivocabilmente la continuità tra Roma imperiale e Roma cristiana.
Nell'intraprendere queste opere Niccolò fu mosso "per rafforzare la debole fede del popolo con la grandezza di ciò che vede". A causa della brevità del suo pontificato, l'ambizioso progetto non poté essere portato a termine, però il pontefice fece convergere in città artisti di più scuole (soprattutto toscani e lombardi), che avevano in comune l'interesse per l'antichità e il fascino verso le vestigia romane, che contribuirono a determinare, in qualche modo, una certa omogeneità dei loro lavori.
La presenza di Leon Battista Alberti, sebbene non direttamente collegabile a cantieri effettivi (verso i quali si dimostrò molto critico), fu importante per ribadire il valore del retaggio della Roma antica e il suo collegamento col papato. Nel 1452 dedico a Niccolò V il trattato De re aedificatoria, dove venivano teorizzate le basi per il riutilizzo della lezione degli antichi, attualizzata con un rigoroso recupero anche di elementi derivati dalla tradizione medievale.

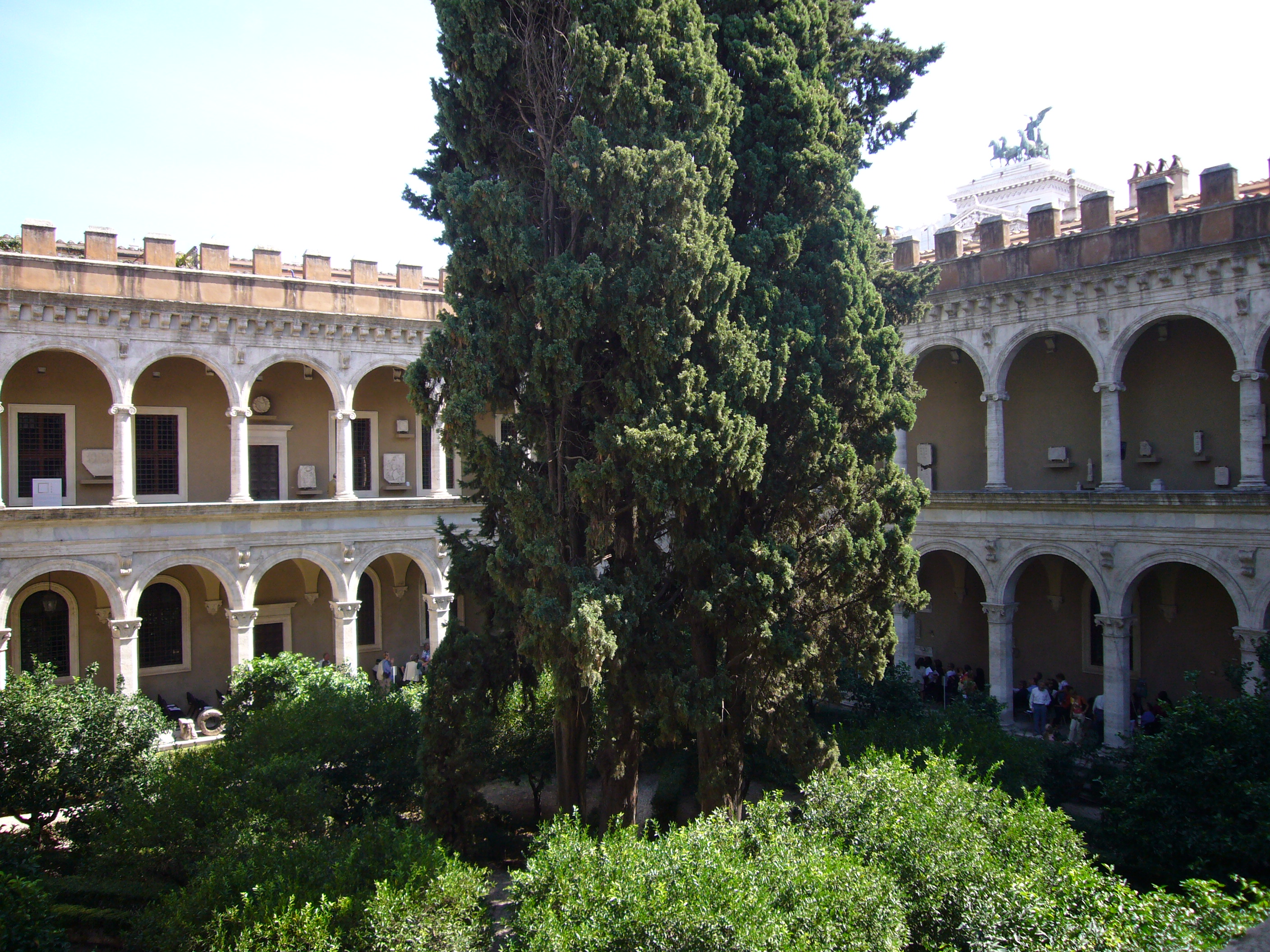
Palazzo Venezia, cortile del Palazzetto

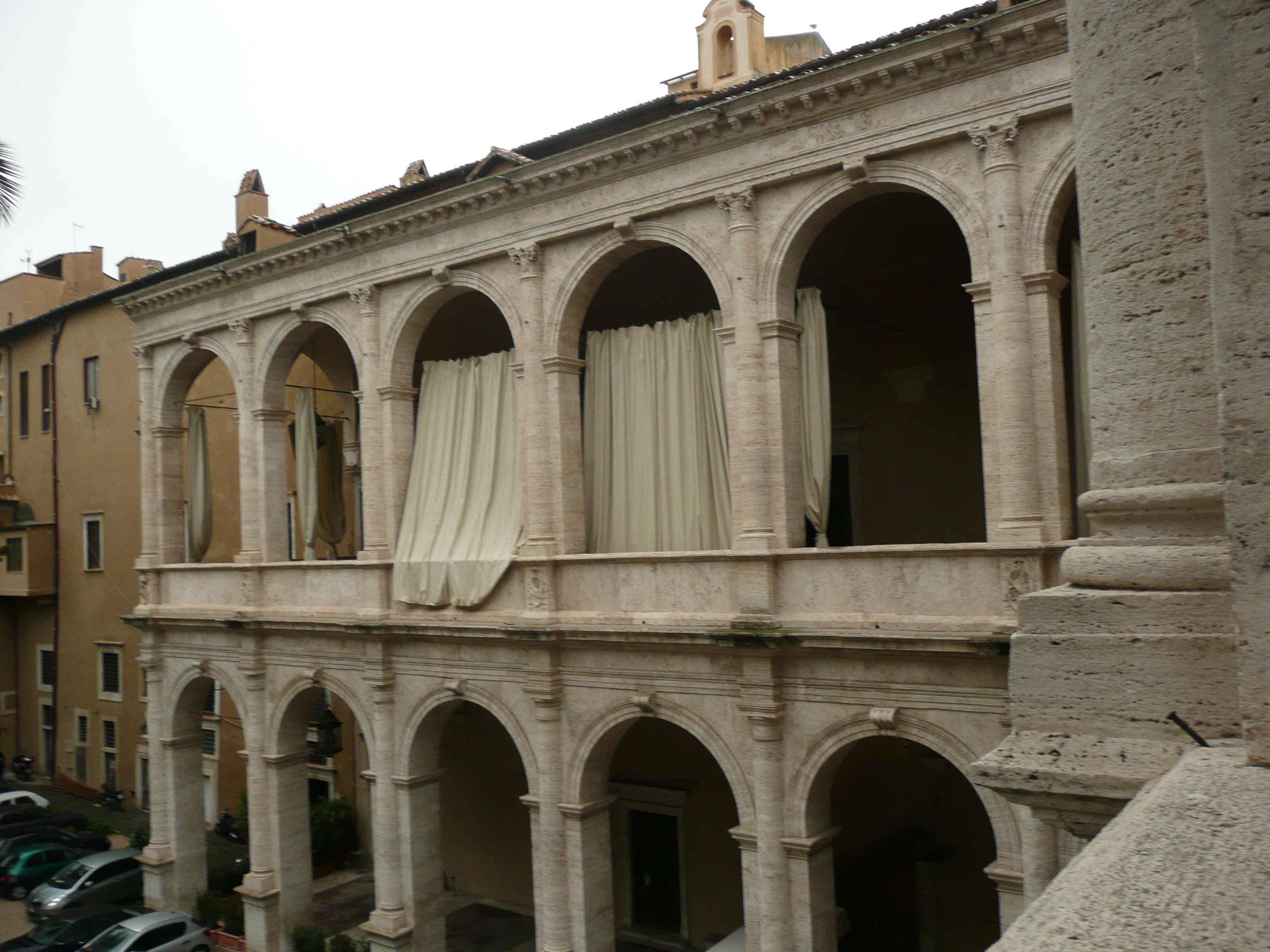
Palazzo Venezia, loggia del cortile principale

Un esempio paradigmatico del gusto sviluppatosi in quel periodo in architettura è palazzo Venezia, avviato nel 1455 inglobando costruzioni preesistenti. Nel progetto del cortile del Palazzetto (del quale non si conosce l'autore) si trovano elementi ripresi dall'architettura romana, combinati però senza rigore filologico, privilegiando la funzionalità all'aderenza rigida al modello. Esso riprende il modello del viridarium e si ispira al Colosseo negli ordini architettonici sovrapposti e nel cornicione con fregio a mensole. L'ampiezza degli archi però è diminuita e semplificata, per non farli sembrare troppo imponenti rispetto agli spazi che racchiudono. Nel palazzo vero e proprio (costruito dal 1466) si ebbe una ripresa più fedele dei modelli antichi, che testimonia una loro comprensione più approfondita. Ne sono validi esempi: il vestibolo con volta a lacunari in calcestruzzo (ripresa dal Pantheon o dalla Basilica di Massenzio); nella loggetta del cortile principale, gli ordini sono sovrapposti e le semicolonne sono addossate sui pilastri come nel Colosseo o nel Teatro di Marcello.
La committenza papale esercitò un'azione di amalgama ancora più forte in pittura, dove la tradizione non forniva modelli vincolanti. Il rinnovo del palazzo Apostolico ebbe una prima tappa nella decorazione della cappella privata del pontefice, la cappella Niccolina, alla quale lavorarono Beato Angelico et alii, tra cui Benozzo Gozzoli. La decorazione prevedeva le vicende di San Lorenzo e Santo Stefano, che vennero interpretate dall'Angelico con uno stile ricco di dettagli, di citazioni colte e di motivi più vari, dove il suo "umanesimo cristiano" toccava uno dei suoi vertici espressivi. Le scene erano ambientate in architetture maestose, nate da suggestioni della Roma antica e paleocristiana, ma non legate a citazioni pedisseque, forse memori dei progetti che allora circolavano alla corte papale per il rifacimento di San Pietro. Le figure erano solide, i gesti pacati e solenni, il tono generale più aulico dell'abituale sinteticità compositiva dell'artista.
In vista del giubileo del 1450 vennero avviati numerosi lavori; gli introiti che garantirono le celebrazioni permisero di richiamare in città un gran numero di artisti anche molto diversi tra loro. Al papa non interessava l'omogeneità stilistica, infatti chiamò a lavorare per lui il Vivarini, Bartolomeo di Tommaso, Benedetto Bonfigli, Bernardo Rossellino (cui affidò il restauro completo della Basilica di Santo Stefano Rotondo al Celio), Andrea del Castagno, Piero della Francesca, un Luca detto "tedesco", forse Rogier van der Weyden, ecc. Questa ricchezza di spunti preparò il terreno a quella sintesi che, verso la fine del secolo, sfociò nella creazione di un linguaggio propriamente "alla romana".

##### La congiura repubblicana di Stefano Porcari
Nel 1453 fu scoperta e repressa una pericolosa congiura intesa a rovesciare il governo pontificio, ordita da Stefano Porcari. Questi, romano imbevuto di quei concetti di libertà comunale che un secolo prima avevano animato Cola di Rienzo, voleva effettuare un colpo di Stato con cui privare il pontefice del suo esercizio nelle questioni temporali, relegandolo nell'esercizio di quelle spirituali. Giunto in segreto a Roma nei primi giorni del gennaio 1453 (era stato già esiliato nel 1447 dal neoeletto Niccolò V per le sue idee rivoluzionarie), il Porcari fu scoperto dagli informatori del Cardinale Bessarione. Condannato a morte, fu impiccato il 9 gennaio.

### La morte

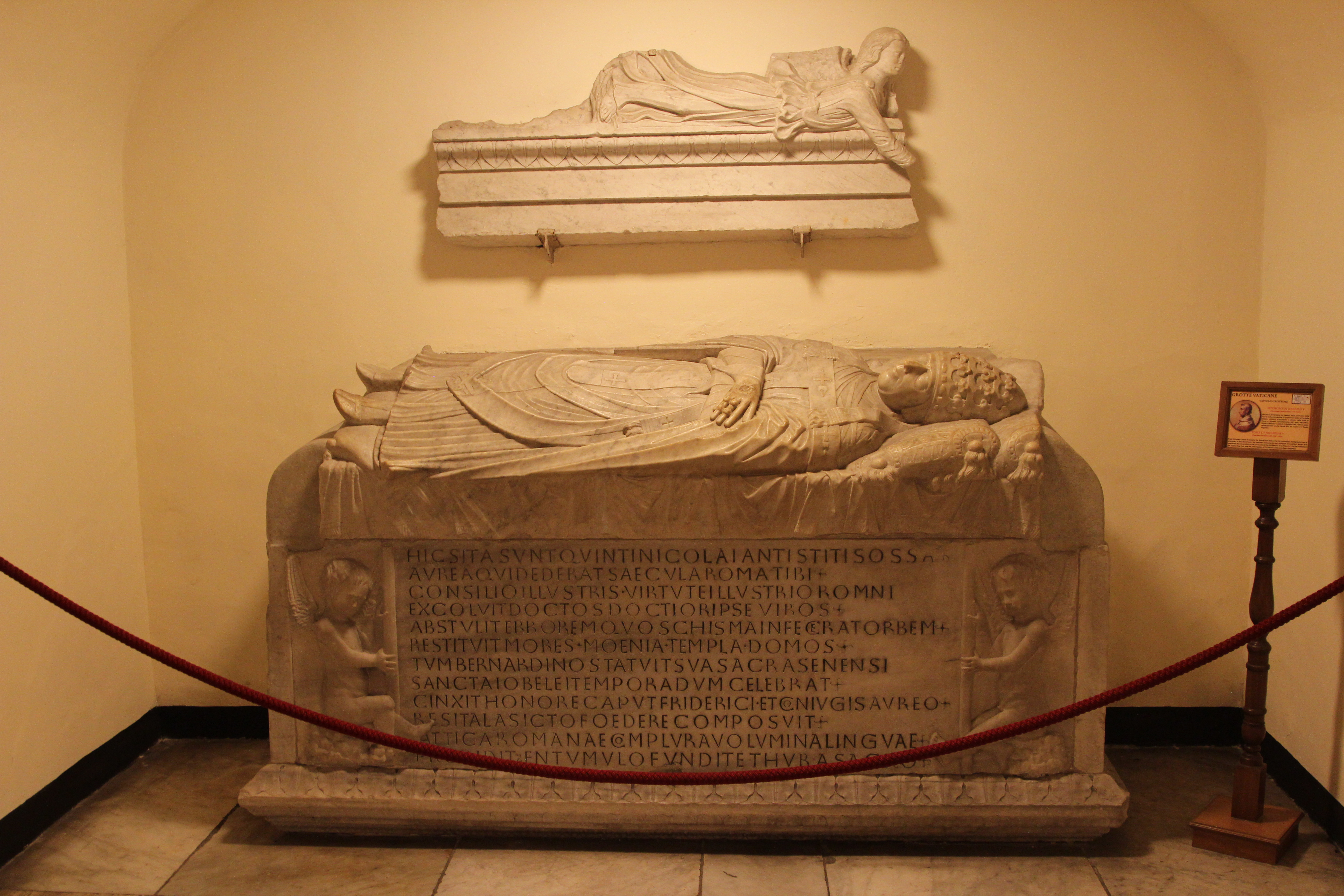
La tomba di Niccolò V nelle Grotte vaticane

Niccolò morì il 24 marzo 1455, afflitto dalla gotta. Uomo dalla forte sensibilità religiosa, non ebbe però la volontà necessaria di avanzare con il programma delle riforme. La sua tomba è nelle Grotte Vaticane.

## Niccolò V nella storiografia

### Il luogo effettivo di nascita
In merito alla nascita del Papa a Sarzana non si è ancora trovato alcun documento ufficiale. Lo storico Pier Carlo Vasoli, nato a Fivizzano nel 1663, scrive nel suo manoscritto  «Ma per la nascita di Nicolò Quinto veramente Fivizanese, benché di padre da Sarzana, abbiamo noi informazione maggiore di ogni eccezione, che è l'autorità, e relazione di gravissimo scrittore, qual è Monsignor De Angelis nativo da Barga vicina a Fivizano 16 miglia; il quale nel suo accreditatissimo libro intitolato "De conclavi de Nicolao V", dice risolutamente "natus Fiviani". Anzi più di Ventura de Rossi nobile Sarzanese, nel libro della vita di Nicolò Quinto a carte 20 asserisce il medesimo. Il che concorda con il forte argumento, e circostanza d'esser qui nota Andriola sua madre della nobile famiglia Bosi....». Sembra, a detta dello storico fivizzanese, che fosse usanza nel medioevo andare a partorire presso la casa dei genitori e da qui le testimonianze a comprova.
Ulteriore comprova della nascita fivizzanese è la lettera che il papa invia il 30 novembre 1450 a Cosimo de' Medici con la quale chiama Fivizzano "patrie nostre Lunensis". Anche il dono del Parato papale di Nicolò V alla chiesa di San Giovanni in Fivizzano è un'ulteriore dimostrazione di quanto il Papa Nicolò V fosse legato alla sua terra di nascita.

## Canonizzazioni e Beatificazioni
Il 24 maggio 1450, durante l'anno santo, Niccolò V canonizzò fra Bernardino da Siena (1380-1444).

## Genealogia episcopale e successione apostolica
La genealogia episcopale è:
- Cardinale Francesco Condulmer
- Papa Niccolò V

La successione apostolica è:
- Vescovo Pablo de Santafé (1447)
- Cardinale Nicola Cusano (1450)
- Vescovo Antonio Laurenti (1453)